# 인디플러그
인디플러그는 2009년에 설립된 대한민국의 독립영화 제작사이자 배급사, 수입사이다.

## 작품
| 연도 | 제목                         | 비고             |
| ---- | ---------------------------- | ---------------- |
| 2009 | 《라라 선샤인》              | 배급             |
| 2010 | 《할 수 있는 자가 구하라》   | 제작, 배급, 제공 |
| 2016 | 《연애담》                   | 배급             |
| 2016 | 《우리 손자 베스트》         | 제작, 배급       |
| 2017 | 《7년: 그들이 없는 언론》    | 배급, 제공       |
| 2017 | 《파란나비효과》             | 배급, 제공       |
| 2017 | 《미스 프레지던트》          | 배급             |
| 2017 | 《초행》                     | 배급             |
| 2018 | 《서산개척단》               | 배급             |
| 2018 | 《1991, 봄》                 | 배급             |
| 2019 | 《칠곡 가시나들》            | 배급             |
| 2019 | 《앨리스 죽이기》            | 배급             |
| 2020 | 《광주비디오: 사라진 4시간》 | 배급             |